# Singaporese dollar

Koers SGD - EUR.

De Singaporese dollar is opgedeeld in 100 centen en is de munteenheid van Singapore (muntcode SGD). De Singaporese dollar wordt afgekort met het dollar teken $, of als alternatief S$ om onderscheid te kunnen maken met andere dollar munteenheden.

## Geschiedenis
Toen in 1963 Singapore zich aansloot bij de Maleisische Federatie, gebruikte het een gezamenlijke munt. Maar een jaar na de onafhankelijkheid in 1965, werd de monetaire unie met Maleisië verbroken en op 7 april 1967 werd de Singaporese dollar geïntroduceerd.

## Huidige situatie
De Singaporese dollar is een vrij inwisselbare munteenheid. De Bruneise dollar is gekoppeld aan de Singaporese dollar met een verhouding van 1:1, en beide munteenheden zijn wettig betaalmiddel in beide landen.
Munten in circulatie:
- 5 cent
- 10 cent
- 20 cent
- 50 cent
- 1 dollar

Bankbiljetten in circulatie:
- 2 dollar
- 5 dollar
- 10 dollar
- 50 dollar
- 100 dollar
- 1000 dollar
- 10.000 dollar

## Wisselkoers
Sinds 2015 beweegt de wisselkoers van de Singaporese dollar zich in een nauwe band ten opzichte van de euro en de Amerikaanse dollar. Voor een euro schommelde de koers tussen de 1,50 en 1,65 Singaporese dollar en ten opzichte van de dollar tussen 1,30 en 1,45 tot jaarultimo 2020.

## Trivia
- Het bankbiljet van 10.000 Singaporese dollar is het meest waardevolle bankbiljet of munt in de wereld. Het is ongeveer 6046,97 euro waard (1 juli 2013).